# Hipismo nos Jogos Olímpicos de Verão de 2024 - CCE individual
A competição do CCE individual do hipismo nos Jogos Olímpicos de Verão de 2024 foi realizada entre 27 e 29 de julho e 2 de 2024 no Palácio de Versalhes, em Paris. Como todos os outros eventos equestres, a competição do concurso completo de equitação é aberta para ginetes de ambos os gêneros, totalizando 64 participantes de 27 Comitês Olímpicos Nacionais (CON).

## Qualificação
Cada CON poderia inscrever até três ginetes no CCE individual. As vagas foram alocadas ao CON, que selecionou os competidores. Havia 65 vagas disponíveis, distribuídas da seguinte forma:
- Membros das equipes (48 vagas): cada um dos 16 CONs qualificados no evento por equipes inscreveu seus três membros no evento individual;
- Ranking (17 vagas): Os dois primeiros ginetes, sendo um por CON e excluindo os CONs com equipes qualificadas, em cada uma das sete regiões geográficas receberam uma vaga, com cinco vagas final baseadas no ranking independentemente da região geográfica.

## Formato
Na competição de CCE todos os ginetes inscritos competem em três rodadas (adestramento, cross-country e saltos) com os 25 melhores avançando para a segunda rodada de saltos onde se definem as medalhas. As pontuações das três primeiras rodadas são somadas para determinar os finalistas; as pontuações de todas as quatro rodadas são somadas para dar a pontuação final:
- Adestramento: uma competição reduzida de adestramento, com penalidades baseadas na pontuação da modalidade.
- Cross-country: uma corrida em um percurso de cross-country de 4,5 quilômetros. O tempo limite é de 8 minutos (570 metros por minuto), com penalidades em caso de ultrapassagem desse tempo. Há um máximo de 38 obstáculos, com penalidades por faltas.
- Saltos (classificação): um percurso de saltos com 600 metros, com 11 ou 12 obstáculos (incluindo saltos duplos e triplos, com um máximo de 16 saltos no total). A altura máxima dos obstáculos é de 1,25 metros. A velocidade exigida é de 375 metros por minuto (tempo limite de 1:36). As penalidades são aplicadas por ultrapassagem do limite de tempo e por faltas nos obstáculos.
- Saltos (final): um percurso de saltos mais curto (360–500 metros) com apenas os 25 melhores no acumulo das três etapas anteriores. O máximo de obstáculos é 9, com um máximo de 12 saltos. A velocidade exigida ainda é de 375 metros por minuto. Os obstáculos podem ser um pouco mais altos (1,30 metros).

## Calendário
Horário local (UTC+2)
| Data                | Hora  | Fase                   |
| ------------------- | ----- | ---------------------- |
| 27 de julho de 2024 | 9:30  | Adestramento           |
| 28 de julho de 2024 | 10:30 | Cross-country          |
| 29 de julho de 2024 | 11:00 | Saltos – classificação |
| 29 de julho de 2024 | 15:00 | Saltos – final         |

## Medalhistas
| Ouro   | GER Michael Jung com Chipmunk FRH |
| Prata  | AUS Chris Burton com Shadow Man   |
| Bronze | GBR Laura Collett com London 52   |

## Resultados

### Classificação após o adestramento
Disputado em 27 de julho de 2024.
| Pos. | Ginete                   | Cavalo                    | CON                | Adestramento |
| ---- | ------------------------ | ------------------------- | ------------------ | ------------ |
| 1    | Laura Collett            | London 52                 | GBR Grã-Bretanha   | 17.5         |
| 2    | Michael Jung             | Chipmunk FRH              | GER Alemanha       | 17.8         |
| 3    | Alex Hua Tian            | Jilsonne Van Bareelhof    | CHN China          | 22           |
| 3    | Chris Burton             | Shadow Man                | AUS Austrália      | 22           |
| 5    | Felix Vogg               | Dao De L'Ocean            | SUI Suíça          | 22.1         |
| 6    | Rosalind Canter          | Lordships Graffalo        | GBR Grã-Bretanha   | 23.4         |
| 7    | Stéphane Landois         | Chaman Dumontceau         | FRA França         | 24.4         |
| 8    | Yoshiaki Oiwa            | MGH Grafton Street        | JPN Japão          | 25.5         |
| 9    | Clarke Johnstone         | Menlo Park                | NZL Nova Zelândia  | 25.7         |
| 9    | Giovanni Ugolotti        | Swirly Temptress          | ITA Itália         | 25.7         |
| 11   | Tom McEwen               | JL Dublin                 | GBR Grã-Bretanha   | 25.8         |
| 12   | Tim Price                | Falco                     | NZL Nova Zelândia  | 26.5         |
| 13   | Karin Donckers           | Leipheimer Van't Verahof  | BEL Bélgica        | 26.6         |
| 13   | Evelina Bertoli          | Fidjy Des Melezes         | ITA Itália         | 26.6         |
| 15   | Julia Krajewski          | Nickel 21                 | GER Alemanha       | 26.9         |
| 16   | Raf Kooremans            | Radar Love                | NED Países Baixos  | 27           |
| 17   | Nicolas Touzaint         | Diabolo Menthe            | FRA França         | 27.2         |
| 18   | Kazuma Tomoto            | Vinci De La Vigne         | JPN Japão          | 27.4         |
| 19   | Liz Halliday-Sharp       | Nutcracker                | USA Estados Unidos | 28           |
| 20   | Robin Godel              | Grandeur De Lully CH      | SUI Suíça          | 29.1         |
| 21   | Christoph Wahler         | Carjatan S                | GER Alemanha       | 29.4         |
| 22   | Karim Laghouag           | Triton Fontaine           | FRA França         | 29.6         |
| 23   | Lara de Liedekerke-Meier | Origi                     | BEL Bélgica        | 30           |
| 24   | Carlos Díaz Fernández    | Taraje CP 21.10           | ESP Espanha        | 30.2         |
| 25   | Caroline Pamukcu         | HSH Blake                 | USA Estados Unidos | 30.4         |
| 26   | Boyd Martin              | Fedarman B                | USA Estados Unidos | 30.5         |
| 27   | Jonelle Price            | Hiarado                   | NZL Nova Zelândia  | 30.8         |
| 28   | Austin O'Connor          | Colorado Blue             | IRL Irlanda        | 31.7         |
| 29   | Janneke Boonzaaijer      | Champ De Tailleur         | NED Países Baixos  | 31.9         |
| 30   | Peter Flarup             | Fascination               | DEN Dinamarca      | 32.4         |
| 30   | Rafael Losano            | Withington                | BRA Brasil         | 32.4         |
| 32   | Susie Berry              | Wellfields Lincoln        | IRL Irlanda        | 33           |
| 33   | Sofia Sjöborg            | Bryjamolga VH Marienshof  | SWE Suécia         | 33.3         |
| 33   | Frida Andersén           | Box Leo                   | SWE Suécia         | 33.3         |
| 33   | Márcio Jorge             | Castle Howard Casanova    | BRA Brasil         | 33.3         |
| 36   | Sun Huadong              | Lady Chin V't Moerven Z   | CHN China          | 33.6         |
| 37   | Ryuzo Kitajima           | Cekatinka                 | JPN Japão          | 34.5         |
| 38   | Shane Rose               | Virgil                    | AUS Austrália      | 34.6         |
| 39   | Robert Powała            | Tosca Del Castegno        | POL Polônia        | 34.7         |
| 40   | Sanne de Jong            | Enjoy                     | NED Países Baixos  | 34.8         |
| 41   | Kevin McNab              | Don Quidam                | AUS Austrália      | 34.9         |
| 42   | Michael Winter           | El Mundo                  | CAN Canadá         | 35.2         |
| 43   | Sanna Siltakorpi         | Bofey Click               | FIN Finlândia      | 35.4         |
| 43   | Jessica Phoenix          | Freedom GS                | CAN Canadá         | 35.4         |
| 45   | Miloslav Příhoda Jr.     | Ferreolus Lat             | CZE Chéquia        | 35.7         |
| 46   | Karl Slezak              | Hot Bobo                  | CAN Canadá         | 35.8         |
| 46   | Jan Kamiński             | Jard                      | POL Polônia        | 35.8         |
| 48   | Noor Slaoui              | Cash In Hand              | MAR Marrocos       | 36.4         |
| 49   | Harald Ambros            | Vitorio Du Montet         | AUT Áustria        | 36.5         |
| 50   | Veera Manninen           | Sir Greg                  | FIN Finlândia      | 36.8         |
| 51   | Carlos Paro              | Safira                    | BRA Brasil         | 37.7         |
| 51   | Ronald Zabala-Goetschel  | Forever Young Wundermaske | ECU Equador        | 37.7         |
| 51   | Louise Romeike           | Caspian 15                | SWE Suécia         | 37.7         |
| 54   | Sarah Ennis              | Action Lady M             | IRL Irlanda        | 37.7         |
| 55   | Mélody Johner            | Toubleu De Rueire         | SUI Suíça          | 38.4         |
| 56   | Alexander Peternell      | Figaro Des Premices       | RSA África do Sul  | 39.0         |
| 57   | Małgorzata Korycka       | Canvalencia               | POL Polônia        | 39.4         |
| 58   | Esteban Benítez Valle    | Utrera AA 35              | ESP Espanha        | 39.9         |
| 59   | Manuel Grave             | Carat De Bremoy           | POR Portugal       | 40.9         |
| 60   | Nicolás Wettstein        | Altier D'Aurois           | ECU Equador        | 42.3         |
| 61   | Tine Magnus              | Dia Van Het Lichterveld Z | BEL Bélgica        | 44.0         |
| 62   | Balázs Kaizinger         | Herr Cooles Classico      | HUN Hungria        | 45.8         |
| 63   | Miroslav Trunda          | Shutterflyke              | CZE Chéquia        | 53.0         |
|      | Emiliano Portale         | Future                    | ITA Itália         | EL           |

### Classificação após o cross-country
Disputado em 28 de julho de 2024.
| Pos. | Ginete                   | Cavalo                    | CON                | Adestramento | Cross-country | Total |
| ---- | ------------------------ | ------------------------- | ------------------ | ------------ | ------------- | ----- |
| 1    | Michael Jung             | Chipmunk FRH              | GER Alemanha       | 17.8         | 0.0           | 17.8  |
| 2    | Laura Collett            | London 52                 | GBR Grã-Bretanha   | 17.5         | 0.8           | 18.3  |
| 3    | Chris Burton             | Shadow Man                | AUS Austrália      | 22.0         | 0.0           | 22.0  |
| 4    | Felix Vogg               | Dao De L'Ocean            | SUI Suíça          | 22.1         | 0.0           | 22.1  |
| 5    | Yoshiaki Oiwa            | MGH Grafton Street        | JPN Japão          | 25.5         | 0.0           | 25.5  |
| 6    | Tom McEwen               | JL Dublin                 | GBR Grã-Bretanha   | 25.8         | 0.0           | 25.8  |
| 7    | Stéphane Landois         | Chaman Dumontceau         | FRA França         | 24.4         | 2.8           | 27.2  |
| 8    | Kazuma Tomoto            | Vinci De La Vigne         | JPN Japão          | 27.4         | 0.0           | 27.4  |
| 9    | Tim Price                | Falco                     | NZL Nova Zelândia  | 26.5         | 2.0           | 28.5  |
| 10   | Karim Laghouag           | Triton Fontaine           | FRA França         | 29.6         | 0.0           | 29.6  |
| 11   | Nicolas Touzaint         | Diabolo Menthe            | FRA França         | 27.2         | 3.2           | 30.4  |
| 12   | Clarke Johnstone         | Menlo Park                | NZL Nova Zelândia  | 25.7         | 4.8           | 30.5  |
| 13   | Lara de Liedekerke-Meier | Origi                     | BEL Bélgica        | 30.0         | 1.2           | 31.2  |
| 14   | Julia Krajewski          | Nickel 21                 | GER Alemanha       | 26.9         | 4.8           | 31.7  |
| 14   | Austin O'Connor          | Colorado Blue             | IRL Irlanda        | 31.7         | 0.0           | 31.7  |
| 16   | Janneke Boonzaaijer      | Champ De Tailleur         | NED Países Baixos  | 31.9         | 0.0           | 31.9  |
| 17   | Boyd Martin              | Fedarman B                | USA Estados Unidos | 30.5         | 1.6           | 32.1  |
| 18   | Raf Kooremans            | Radar Love                | NED Países Baixos  | 27.0         | 5.6           | 32.6  |
| 19   | Evelina Bertoli          | Fidjy Des Melezes         | ITA Itália         | 26.6         | 6.4           | 33.0  |
| 20   | Frida Andersén           | Box Leo                   | SWE Suécia         | 33.3         | 0.0           | 33.3  |
| 21   | Karin Donckers           | Leipheimer Van't Verahof  | BEL Bélgica        | 26.6         | 7.2           | 33.8  |
| 22   | Liz Halliday-Sharp       | Nutcracker                | USA Estados Unidos | 28.0         | 6.0           | 34.0  |
| 23   | Shane Rose               | Virgil                    | AUS Austrália      | 34.6         | 2.8           | 37.4  |
| 24   | Rosalind Canter          | Lordships Graffalo        | GBR Grã-Bretanha   | 23.4         | 15.0          | 38.4  |
| 25   | Louise Romeike           | Caspian 15                | SWE Suécia         | 37.7         | 0.8           | 38.5  |
| 26   | Robin Godel              | Grandeur De Lully CH      | SUI Suíça          | 29.1         | 9.6           | 38.7  |
| 27   | Karl Slezak              | Hot Bobo                  | CAN Canadá         | 35.8         | 4.8           | 40.6  |
| 28   | Ryuzo Kitajima           | Cekatinka                 | JPN Japão          | 34.5         | 6.4           | 40.9  |
| 29   | Sarah Ennis              | Action Lady M             | IRL Irlanda        | 38.0         | 3.2           | 41.2  |
| 30   | Mélody Johner            | Toubleu De Rueire         | SUI Suíça          | 38.4         | 3.2           | 41.6  |
| 30   | Rafael Losano            | Withington                | BRA Brasil         | 32.4         | 9.2           | 41.6  |
| 32   | Alex Hua Tian            | Jilsonne Van Bareelhof    | CHN China          | 22.0         | 20.6          | 42.6  |
| 33   | Harald Ambros            | Vitorio Du Montet         | AUT Áustria        | 36.5         | 6.8           | 43.3  |
| 34   | Tine Magnus              | Dia Van Het Lichterveld Z | BEL Bélgica        | 44.0         | 2.0           | 46.0  |
| 35   | Carlos Díaz Fernández    | Taraje CP 21.10           | ESP Espanha        | 30.2         | 17.6          | 47.8  |
| 36   | Susie Berry              | Wellfields Lincoln        | IRL Irlanda        | 33.0         | 15.2          | 48.2  |
| 37   | Sofia Sjöborg            | Bryjamolga VH Marienshof  | SWE Suécia         | 33.3         | 15.0          | 48.3  |
| 38   | Michael Winter           | El Mundo                  | CAN Canadá         | 35.2         | 14.4          | 49.6  |
| 39   | Veera Manninen           | Sir Greg                  | FIN Finlândia      | 36.8         | 18.4          | 55.2  |
| 40   | Sanna Siltakorpi         | Bofey Click               | FIN Finlândia      | 35.4         | 20.8          | 57.2  |
| 41   | Jonelle Price            | Hiarado                   | NZL Nova Zelândia  | 30.8         | 28.4          | 59.2  |
| 42   | Carlos Paro              | Safira                    | BRA Brasil         | 37.7         | 22.4          | 60.1  |
| 43   | Noor Slaoui              | Cash In Hand              | MAR Marrocos       | 36.4         | 24.0          | 60.4  |
| 44   | Małgorzata Korycka       | Canvalencia               | POL Polônia        | 39.4         | 21.2          | 60.6  |
| 45   | Balázs Kaizinger         | Herr Cooles Classico      | HUN Hungria        | 45.8         | 16.0          | 61.8  |
| 46   | Giovanni Ugolotti        | Swirly Temptress          | ITA Itália         | 25.7         | 36.4          | 62.1  |
| 47   | Caroline Pamukcu         | HSH Blake                 | USA Estados Unidos | 30.4         | 32.0          | 62.4  |
| 48   | Peter Flarup             | Fascination               | DEN Dinamarca      | 32.4         | 33.6          | 66.0  |
| 49   | Jessica Phoenix          | Freedom GS                | CAN Canadá         | 35.4         | 32.4          | 67.8  |
| 50   | Esteban Benítez Valle    | Utrera AA 35 1            | ESP Espanha        | 39.9         | 29.0          | 68.9  |
| 51   | Alexander Peternell      | Figaro Des Premices       | RSA África do Sul  | 39.0         | 33.2          | 72.2  |
| 52   | Márcio Jorge             | Castle Howard Casanova    | BRA Brasil         | 33.3         | 42.4          | 75.7  |
| 53   | Sanne de Jong            | Enjoy                     | NED Países Baixos  | 34.8         | 48.2          | 83.0  |
| 54   | Robert Powała            | Tosca Del Castegno        | POL Polônia        | 34.7         | 60.0          | 94.7  |
| 55   | Nicolás Wettstein        | Altier D'Aurois           | ECU Equador        | 42.3         | 65.4          | 107.7 |
| 56   | Miroslav Trunda          | Shutterflyke              | CZE Chéquia        | 53.0         | 72.0          | 125.0 |
|      | Kevin McNab              | Don Quidam                | AUS Austrália      | 34.9         | RT            | RT    |
|      | Ronald Zabala-Goetschel  | Forever Young Wundermaske | ECU Equador        | 37.7         | EL            | EL    |
|      | Christoph Wahler         | Carjatan S                | GER Alemanha       | 29.4         | EL            | EL    |
|      | Jan Kamiński             | Jard                      | POL Polônia        | 35.8         | EL            | EL    |
|      | Manuel Grave             | Carat De Bremoy           | POR Portugal       | 40.9         | EL            | EL    |
|      | Miloslav Příhoda Jr.     | Ferreolus Lat             | CZE Chéquia        | 35.7         | EL            | EL    |
|      | Sun Huadong              | Lady Chin V't Moerven Z   | CHN China          | 33.6         | WD            | WD    |
|      | Emiliano Portale         | Future                    | ITA Itália         | EL           | EL            | EL    |

### Classificação após os saltos (fase 1)
Disputado em 29 de julho de 2024. Os 25 primeiros se classificam para a fase final de saltos.
| Pos. | Ginete                   | Cavalo                    | CON                | Adestramento | Cross-country | Salto 1 | Total | Notas |
| ---- | ------------------------ | ------------------------- | ------------------ | ------------ | ------------- | ------- | ----- | ----- |
| 1    | Michael Jung             | Chipmunk FRH              | GER Alemanha       | 17.8         | 0.0           | 4.0     | 21.8  | Q     |
| 2    | Chris Burton             | Shadow Man                | AUS Austrália      | 22.0         | 0.0           | 0.4     | 22.4  | Q     |
| 3    | Laura Collett            | London 52                 | GBR Grã-Bretanha   | 17.5         | 0.8           | 4.8     | 23.1  | Q     |
| 4    | Tom McEwen               | JL Dublin                 | GBR Grã-Bretanha   | 25.8         | 0.0           | 0.0     | 25.8  | Q     |
| 5    | Yoshiaki Oiwa            | MGH Grafton Street        | JPN Japão          | 25.5         | 0.0           | 0.4     | 25.9  | Q     |
| 6    | Felix Vogg               | Dao De L'Ocean            | SUI Suíça          | 22.1         | 0.0           | 4.0     | 26.1  | Q     |
| 7    | Kazuma Tomoto            | Vinci De La Vigne         | JPN Japão          | 27.4         | 0.0           | 0.0     | 27.4  | Q     |
| 8    | Tim Price                | Falco                     | NZL Nova Zelândia  | 26.5         | 2.0           | 0.0     | 28.5  | Q     |
| 9    | Stéphane Landois         | Chaman Dumontceau         | FRA França         | 24.4         | 2.8           | 4.4     | 31.6  | Q     |
| 10   | Janneke Boonzaaijer      | Champ De Tailleur         | NED Países Baixos  | 31.9         | 0.0           | 0.0     | 31.9  | Q     |
| 11   | Julia Krajewski          | Nickel 21                 | GER Alemanha       | 26.9         | 4.8           | 0.4     | 32.1  | Q     |
| 11   | Boyd Martin              | Fedarman B                | USA Estados Unidos | 30.5         | 1.6           | 0.0     | 32.1  | Q     |
| 13   | Frida Andersén           | Box Leo                   | SWE Suécia         | 33.3         | 0.0           | 0.0     | 33.3  | Q     |
| 14   | Karim Laghouag           | Triton Fontaine           | FRA França         | 29.6         | 0.0           | 4.0     | 33.6  | Q     |
| 15   | Liz Halliday-Sharp       | Nutcracker                | USA Estados Unidos | 28.0         | 6.0           | 0.8     | 34.8  | Q     |
| 16   | Clarke Johnstone         | Menlo Park                | NZL Nova Zelândia  | 25.7         | 4.8           | 4.4     | 34.9  | Q     |
| 17   | Lara de Liedekerke-Meier | Origi                     | BEL Bélgica        | 30.0         | 1.2           | 4.4     | 35.6  | Q     |
| 18   | Karin Donckers           | Leipheimer Van't Verahoff | BEL Bélgica        | 26.6         | 7.2           | 4.0     | 37.8  | Q     |
| 19   | Evelina Bertoli          | Fidjy Des Melezes         | ITA Itália         | 26.6         | 6.4           | 5.2     | 38.2  | Q     |
| 20   | Nicolas Touzaint         | Diabolo Menthe            | FRA França         | 27.2         | 3.2           | 8.0     | 38.4  | Q     |
| 21   | Austin O'Connor          | Colorado Blue             | IRL Irlanda        | 31.7         | 0.0           | 8.0     | 39.7  | Q     |
| 22   | Shane Rose               | Virgil                    | AUS Austrália      | 34.6         | 2.8           | 4.4     | 41.8  | Q     |
| 23   | Rosalind Canter          | Lordships Graffalo        | GBR Grã-Bretanha   | 23.4         | 15.0          | 4.0     | 42.4  | Q     |
| 24   | Louise Romeike           | Caspian 15                | SWE Suécia         | 37.7         | 0.8           | 5.6     | 44.1  | Q     |
| 25   | Alex Hua Tian            | Jilsonne Van Bareelhof    | CHN China          | 22.0         | 20.6          | 1.6     | 44.2  | Q     |
| 26   | Raf Kooremans            | Radar Love                | NED Países Baixos  | 27.0         | 5.6           | 12.8    | 45.4  |       |
| 27   | Rafael Losano            | Withington                | BRA Brasil         | 32.4         | 9.2           | 5.2     | 46.8  |       |
| 28   | Tine Magnus              | Dia Van Het Lichterveld Z | BEL Bélgica        | 44.0         | 2.0           | 4.0     | 50    |       |
| 29   | Mélody Johner            | Toubleu De Rueire         | SUI Suíça          | 38.4         | 3.2           | 8.8     | 50.40 |       |
| 30   | Robin Godel              | Grandeur De Lully CH      | SUI Suíça          | 29.1         | 9.6           | 13.2    | 51.9  |       |
| 31   | Susie Berry              | Wellfields Lincoln        | IRL Irlanda        | 33.0         | 15.2          | 4.0     | 52.2  |       |
| 32   | Karl Slezak              | Hot Bobo                  | CAN Canadá         | 35.8         | 4.8           | 12.0    | 52.6  |       |
| 33   | Sofia Sjöborg            | Bryjamolga VH Marienshof  | SWE Suécia         | 33.3         | 15.0          | 4.8     | 53.1  |       |
| 34   | Harald Ambros            | Vitorio Du Montet         | AUT Áustria        | 36.5         | 6.8           | 10.0    | 53.3  |       |
| 35   | Michael Winter           | El Mundo                  | CAN Canadá         | 35.2         | 14.4          | 4.0     | 53.6  |       |
| 36   | Veera Manninen           | Sir Greg                  | FIN Finlândia      | 36.8         | 18.4          | 1.2     | 56.4  |       |
| 37   | Caroline Pamukcu         | HSH Blake                 | USA Estados Unidos | 30.4         | 32.0          | 4.4     | 66.8  |       |
| 38   | Jessica Phoenix          | Freedom GS                | CAN Canadá         | 35.4         | 32.4          | 0.0     | 67.8  |       |
| 39   | Małgorzata Korycka       | Canvalencia               | POL Polônia        | 39.4         | 21.2          | 10.0    | 70.6  |       |
| 40   | Jonelle Price            | Hiarado                   | NZL Nova Zelândia  | 30.8         | 28.4          | 12.0    | 71.2  |       |
| 41   | Balázs Kaizinger         | Herr Cooles Classico      | HUN Hungria        | 45.8         | 16.0          | 10.0    | 71.8  |       |
| 42   | Peter Flarup             | Fascination               | DEN Dinamarca      | 32.4         | 33.6          | 9.6     | 75.6  |       |
| 43   | Alexander Peternell      | Figaro Des Premices       | RSA África do Sul  | 39.0         | 33.2          | 5.6     | 77.8  |       |
| 44   | Márcio Jorge             | Castle Howard Casanova    | BRA Brasil         | 33.3         | 42.4          | 4.0     | 79.7  |       |
| 45   | Noor Slaoui              | Cash In Hand              | MAR Marrocos       | 36.4         | 24.0          | 20.8    | 81.2  |       |
| 46   | Giovanni Ugolotti        | Swirly Temptress          | ITA Itália         | 25.7         | 36.4          | 22.0    | 84.1  |       |
| 47   | Sanne de Jong            | Enjoy                     | NED Países Baixos  | 34.8         | 48.2          | 5.2     | 88.2  |       |
| 48   | Robert Powała            | Tosca Del Castegno        | POL Polônia        | 34.7         | 60.0          | 1.6     | 96.3  |       |
| 49   | Esteban Benítez Valle    | Utrera AA 35 1            | ESP Espanha        | 39.9         | 29            | 29.2    | 98.1  |       |
| 50   | Miroslav Trunda          | Shutterflyke              | CZE Chéquia        | 53.0         | 72.0          | 30.0    | 155.0 |       |
| 51   | Nicolás Wettstein        | Altier D'Aurois           | ECU Equador        | 42.3         | 65.4          | 50.8    | 158.5 |       |
|      | Sarah Ennis              | Action Lady M             | IRL Irlanda        | 38.0         | 3.2           | WD      | WD    |       |
|      | Carlos Paro              | Safira                    | BRA Brasil         | 37.7         | 22.4          | WD      | WD    |       |
|      | Ryuzo Kitajima           | Cekatinka                 | JPN Japão          | 34.5         | 6.4           | WD      | WD    |       |
|      | Carlos Díaz Fernández    | Taraje CP 21.10           | ESP Espanha        | 30.2         | 17.6          | WD      | WD    |       |
|      | Sanna Siltakorpi         | Bofey Click               | FIN Finlândia      | 35.4         | 20.8          | WD      | WD    |       |
|      | Kevin McNab              | Don Quidam                | AUS Austrália      | 34.9         | RT            | RT      | RT    |       |
|      | Ronald Zabala-Goetschel  | Forever Young Wundermaske | ECU Equador        | 37.7         | EL            | EL      | EL    |       |
|      | Christoph Wahler         | Carjatan S                | GER Alemanha       | 29.4         | EL            | EL      | EL    |       |
|      | Jan Kamiński             | Jard                      | POL Polônia        | 35.8         | EL            | EL      | EL    |       |
|      | Manuel Grave             | Carat De Bremoy           | POR Portugal       | 40.9         | EL            | EL      | EL    |       |
|      | Miloslav Příhoda Jr.     | Ferreolus Lat             | CZE Chéquia        | 35.7         | EL            | EL      | EL    |       |
|      | Sun Huadong              | Lady Chin V't Moerven Z   | CHN China          | 33.6         | WD            | WD      | WD    |       |
|      | Emiliano Portale         | Future                    | ITA Itália         | EL           | EL            | EL      | EL    |       |

### Classificação final após os saltos (fase 2)
Disputado em 29 de julho de 2024 com a definição dos medalhistas.
| Pos.              | Ginete                   | Cavalo                   | CON                | Adestramento | Cross-country | Salto 1 | Salto 2 | Total |
| ----------------- | ------------------------ | ------------------------ | ------------------ | ------------ | ------------- | ------- | ------- | ----- |
| Medalha de ouro   | Michael Jung             | Chipmunk FRH             | GER Alemanha       | 17.8         | 0.0           | 4.0     | 0.0     | 21.8  |
| Medalha de prata  | Chris Burton             | Shadow Man               | AUS Austrália      | 22.0         | 0.0           | 0.4     | 0.0     | 22.4  |
| Medalha de bronze | Laura Collett            | London 52                | GBR Grã-Bretanha   | 17.5         | 0.8           | 4.8     | 0.0     | 23.1  |
| 4                 | Tom McEwen               | JL Dublin                | GBR Grã-Bretanha   | 25.8         | 0.0           | 0.0     | 0.0     | 25.8  |
| 5                 | Kazuma Tomoto            | Vinci De La Vigne        | JPN Japão          | 27.4         | 0.0           | 0.0     | 0.0     | 27.4  |
| 6                 | Tim Price                | Falco                    | NZL Nova Zelândia  | 26.5         | 2.0           | 0.0     | 0.0     | 28.5  |
| 7                 | Yoshiaki Oiwa            | MGH Grafton Street       | JPN Japão          | 25.5         | 0.0           | 0.4     | 4.4     | 30.3  |
| 8                 | Felix Vogg               | Dao De L'Ocean           | SUI Suíça          | 22.1         | 0.0           | 4.0     | 4.4     | 30.5  |
| 9                 | Janneke Boonzaaijer      | Champ De Tailleur        | NED Países Baixos  | 31.9         | 0.0           | 0.0     | 0.0     | 31.9  |
| 10                | Julia Krajewski          | Nickel 21                | GER Alemanha       | 26.9         | 4.8           | 0.4     | 0.0     | 32.1  |
| 11                | Boyd Martin              | Fedarman B               | USA Estados Unidos | 30.5         | 1.6           | 0.0     | 0.0     | 32.1  |
| 12                | Frida Andersén           | Box Leo                  | SWE Suécia         | 33.3         | 0.0           | 0.0     | 0.0     | 33.3  |
| 13                | Stéphane Landois         | Chaman Dumontceau        | FRA França         | 24.4         | 2.8           | 4.4     | 4.0     | 35.6  |
| 14                | Lara de Liedekerke-Meier | Origi                    | BEL Bélgica        | 30.0         | 1.2           | 4.4     | 0.0     | 35.6  |
| 15                | Karim Laghouag           | Triton Fontaine          | FRA França         | 29.6         | 0.0           | 4.0     | 4.0     | 37.6  |
| 16                | Karin Donckers           | Leipheimer Van't Verahof | BEL Bélgica        | 26.6         | 7.2           | 4.0     | 0.4     | 38.2  |
| 17                | Nicolas Touzaint         | Diabolo Menthe           | FRA França         | 27.2         | 3.2           | 8.0     | 0.0     | 38.4  |
| 18                | Austin O'Connor          | Colorado Blue            | IRL Irlanda        | 31.7         | 0.0           | 8.0     | 0.0     | 39.7  |
| 19                | Clarke Johnstone         | Menlo Park               | NZL Nova Zelândia  | 25.7         | 4.8           | 4.4     | 4.8     | 39.7  |
| 20                | Liz Halliday-Sharp       | Nutcracker               | USA Estados Unidos | 28.0         | 6.0           | 0.8     | 5.2     | 40.0  |
| 21                | Shane Rose               | Virgil                   | AUS Austrália      | 34.6         | 2.8           | 4.4     | 0.0     | 41.8  |
| 22                | Rosalind Canter          | Lordships Graffalo       | GBR Grã-Bretanha   | 23.4         | 15.0          | 4.0     | 0.0     | 42.4  |
| 23                | Evelina Bertoli          | Fidjy Des Melezes        | ITA Itália         | 26.6         | 6.4           | 5.2     | 4.4     | 42.6  |
| 24                | Louise Romeike           | Caspian 15               | SWE Suécia         | 37.7         | 0.8           | 5.6     | 0.4     | 44.5  |
| 25                | Alex Hua Tian            | Jilsonne Van Bareelhof   | CHN China          | 22.0         | 20.6          | 1.6     | 8.0     | 52.2  |